# 1998 XP11
1998 XP11 är en asteroid i huvudbältet som upptäcktes 13 december 1998 av den japanska astronomen Takao Kobayashi vid Ōizumi-observatoriet.
Asteroiden har en diameter på ungefär 7 kilometer och den tillhör asteroidgruppen Eos.